# Днестровский каньон (национальный парк)
«Днестровский каньон» (укр. «Дністровський каньйон») — национальный парк, расположенный на территории Чортковского района Тернопольской области (Украина).
Создан 3 февраля 2010 года. Площадь — 10 829,18 га.
Днестровский каньон, согласно решению всеукраинского Интернет-опроса, которое было объявлено 26 августа 2008 года, признан одним из 7 природных чудес Украины.

## История
Природный парк «Днестровский каньон» был создан 3 февраля 2010 года согласно Указу Президента Украины Виктора Ющенко №96/2010 путём реорганизации одноименного регионального ландшафтного парка, основанного в 1990 года площадью 42 084 га, с целью сохранения, возобновления и рационального использования природных и историко-культурных комплексов лесостепной зоны в среднем течении реки Днестр, имеющих важное значение.

## Описание
Парк «Днестровский каньон» представлен участком каньоноподобной долины реки Днестр между впадением её приток Золотая Липа и Збруч в Подольской возвышенности, расположенными на юге Тернопольской области.
7 189,65 га земель (в т. ч. изъятые у землепользователей) были переданы парку в постоянное пользование и 3 639,53 га земель включены в состав парка без изъятия.

## Природа
Главную ценность парка представляет скальные отслоения каньона реки Днестр.